# Maureen O'Sullivan
Maureen O'Sullivan (17. maj 1911 – 23. juni 1998) var en irsk skuespiller.

## Biografi
Hun blev født som Maureen Paula O'Sullivan i Irland og gik i skole, først i Dublin, senere i London, hvor hun i øvrigt blev klassekammerat med Vivien Leigh, samt i Frankrig.
I Dublin mødte hun filminstruktøren Frank Borzage, som opfordrede hende til at lave en prøveoptagelse til filmen Song o' My Heart. Hun fik rollen, der blandt andet indebar, at hun skulle med til Hollywood for at indspille dele af filmen.
Det blev til flere film i Hollywood, og da hun fik rollen som "Jane" i den første Tarzan-film med Johnny Weissmuller, blev hun berømt. Hun indspillede i alt seks Tarzan-film, men var bange for at blive identificeret med rollen, så hun fik også en række andre roller. Imidlertid trak hun sig ud af show business i 1942, da hun ønskede at hellige sig sin familie og især sin mand, John Farrow, der i flåden havde pådraget sig tyfus. 
I 1948 genoptog O'Sullivan så småt karrieren, men i mindre omfang end før. Hun fik med Farrow syv børn, heriblandt skuespilleren Mia Farrow, og det var den vigtigste grund til hendes nedsatte aktivitetsniveau. Hun var netop startet på en teaterkarriere på Broadway, da John Farrow døde i 1962, og siden da er der blevet endnu længere mellem hendes optrædener på film. Hun har dog optrådt i rollen som Mia Farrows mor i Hannah og hendes søstre (1986) af Farrows daværende mand, Woody Allen og enkelte andre film i slutningen af 1980'erne, efter at hun i 1983 var blevet gift for anden gang.

## Eksterne links
- Maureen O'Sullivan på Internet Movie Database (engelsk)
- Maureen O'Sullivan på Filmdatabasen
- Maureen O'Sullivan på Svensk Filmdatabas (svensk)
- Maureen O'Sullivan på AlloCiné (fransk)
- Maureen O'Sullivan på AllMovie (engelsk)
- Maureen O'Sullivan på Turner Classic Movies (engelsk)
- Maureen O'Sullivan på The Movie Database (engelsk)
- Maureen O'Sullivan på Internet Broadway Database (engelsk)
- Maureen O'Sullivan på Internet Broadway Database (engelsk)
- Maureen O'Sullivan på Encyclopædia Britannica Online (engelsk)

- Wikimedia Commons har flere filer relateret til Maureen O'Sullivan